# Crows Nest
Crows Nest es un pueblo ubicado en el condado de Marion en el estado estadounidense de Indiana. En el Censo de 2010 tenía una población de 73 habitantes y una densidad poblacional de 65,7 personas por km².

## Geografía
Crows Nest se encuentra ubicado en las coordenadas 39°51′23″N 86°10′9″O / 39.85639, -86.16917. Según la Oficina del Censo de los Estados Unidos, Crows Nest tiene una superficie total de 1.11 km², de la cual 1.11 km² corresponden a tierra firme y (0%) 0 km² es agua.

## Demografía
Según el censo de 2010, había 73 personas residiendo en Crows Nest. La densidad de población era de 65,7 hab./km². De los 73 habitantes, Crows Nest estaba compuesto por el 97.26% blancos, el 2.74% eran afroamericanos, el 0% eran amerindios, el 0% eran asiáticos, el 0% eran isleños del Pacífico, el 0% eran de otras razas y el 0% pertenecían a dos o más razas. Del total de la población el 1.37% eran hispanos o latinos de cualquier raza.